# Roger Berbig
Roger Berbig (* 6. November 1954 in Zürich) ist ein ehemaliger Schweizer Fussballspieler. Er wurde viermal Schweizer Fussballmeister sowie einmal Cupsieger und erreichte in der Saison 1977/78 den Halbfinal im UEFA-Cup.
Der langjährige Torhüter des Grasshopper Clubs Zürich gab sein Debüt in der NLA am 15. April 1972. Unter Trainer Helmuth Johannsen sicherte er sich den Stammplatz beim Rekordmeister und wurde 1978 erstmals Schweizer Meister. Berbig war Captain der GC-Mannschaft, die sich von 1982 bis 1984 unter drei verschiedenen Trainern den Titelhattrick sicherte und dabei 1983 auch den Schweizer Cup gewann.
Berbig beendete seine Karriere nach diesem Erfolg aus beruflichen Gründen und wurde Arzt. Der 18-fache Nationalteam-Torhüter war schon als C-Junior zu den Stadtzürchern gestossen und blieb seinem Verein immer treu.
Auf die Saison 2007/08 kehrte Roger Berbig als Präsident der Fussball-Sektion zum Grasshopper Club zurück, in einer Zeit, in welcher der Verein organisatorische und finanzielle Turbulenzen durchlebte. Berbig, der weiterhin als Arzt arbeitet, trat im Februar 2010 aufgrund der zeitlichen Belastung zurück.